# 世界法廷ミステリー
『世界法廷ミステリー』（せかいほうていミステリー）はフジテレビ系列で不定期に放送されている法廷ドキュメント番組。

## 概要
実際の裁判映像を使用した、日本初の「法廷ドキュメンタリー」番組。日本では裁判の席に直接テレビカメラが入ることはないが、海外では裁判そのものがしばしば中継され高視聴率を記録している。
この番組では、海外テレビ局で実際に放送された裁判の映像を用いて、人々の耳目を集めた凶悪事件と、その周りで起きた人間ドラマを取り上げ、事件に関してゲストが推理する。

## 出演者
MC
- 宮根誠司 ※第19回は体調不良に伴い収録を欠席。伊藤利尋（フジテレビアナウンサー）が代演した。
- 井上清華（フジテレビアナウンサー、第15回〜）

解説
- 町山智浩

### 過去の出演者
MC
- 加藤綾子(第1回〜第14回)
  - 第6回までフジテレビアナウンサー、以後はフリーアナウンサー

## 放送リスト
| 回 | 放送日         | 放送時間     | ゲスト                                                                               | 備考                                                          |
| -- | -------------- | ------------ | ------------------------------------------------------------------------------------ | ------------------------------------------------------------- |
| 1  | 2012年9月25日  | 21:00-23:18  | 船越英一郎、伊集院光、渡部建、大沢あかね、SHELLY、荒俣宏                             |                                                               |
| 2  | 2013年2月2日   | 21:00-23:10  | 船越英一郎、伊集院光、本村健太郎、上地雄輔、大沢あかね、平山あや                     | 『土曜プレミアム』枠で放送。                                  |
| 3  | 2013年8月31日  | 21:00-23:10  | 田山涼成、伊集院光、中村俊介、福田彩乃、山岸舞彩                                     | 『土曜プレミアム』枠で放送。                                  |
| 4  | 2014年3月29日  | 21:55-翌0:05 | 船越英一郎、高畑淳子、ガタルカナル・タカ、伊集院光、壇蜜、鈴木ちなみ                 | 『土曜プレミアム』枠で放送。                                  |
| 5  | 2014年11月15日 | 21:00-23:10  | 船越英一郎、伊集院光、的場浩司、優木まおみ、ラフルアー宮澤エマ、マギー               | 『土曜プレミアム』枠で放送。                                  |
| 6  | 2015年10月11日 | 19:00-21:54  | 梅沢富美男、西島秀俊、伊集院光、又吉直樹、優木まおみ、石橋杏奈                       | 『日曜ファミリア』枠で放送。                                  |
| 7  | 2016年10月2日  | 19:00-21:54  | 三遊亭円楽、髙嶋政宏、伊集院光、井森美幸、平愛梨                                     |                                                               |
| 8  | 2017年4月1日   | 21:15-23:25  | 高橋英樹、三田寛子、伊集院光、カンニング竹山、岡副麻希                               | 『土曜プレミアム』枠で放送。                                  |
| 9  | 2018年1月6日   | 21:00-23:40  | 船越英一郎、伊集院光、北斗晶、陣内智則、岡田結実                                     | 『土曜プレミアム』枠で放送。                                  |
| 10 | 2018年10月27日 | 21:00-23:10  | 船越英一郎、伊集院光、池田美優、陣内智則、北斗晶                                     | 『土曜プレミアム』枠で放送。                                  |
| 11 | 2019年6月15日  | 21:00-23:10  | 伊集院光、カズレーザー、トラウデン直美、長嶋一茂、古市憲寿、三田寛子                 | 『土曜プレミアム』枠で放送。                                  |
| 12 | 2019年10月20日 | 20:00-21:54  | 朝日奈央、アンミカ、伊集院光、カズレーザー、長嶋一茂、古市憲寿                       | 『日曜THEリアル!』枠で放送。また、一部地域は21:48で飛び降り。 |
| 13 | 2020年1月26日  | 20:00-21:54  | 伊集院光、カズレーザー、川田裕美、長嶋一茂、夏菜、古市憲寿                           | 『日曜THEリアル!』枠で放送。また、一部地域は21:48で飛び降り。 |
| 14 | 2020年3月15日  | 20:00-21:54  | 伊集院光、カズレーザー、榊原郁恵、トラウデン直美、長嶋一茂、古市憲寿                 | 『日曜THEリアル!』枠で放送。また、一部地域は21:48で飛び降り。 |
| 15 | 2020年5月24日  | 20:00-21:54  | 朝日奈央、伊集院光、長嶋一茂、古市憲寿                                               | 『日曜THEリアル!』枠で放送。また、一部地域は21:48で飛び降り。 |
| 16 | 2020年8月9日   | 20:00-21:54  | 朝日奈央、池田美優、伊集院光、カズレーザー、かまいたち、ミキ                         | 『日曜THEリアル!』枠で放送。また、一部地域は21:48で飛び降り。 |
| 17 | 2021年4月17日  | 21:00-23:10  | 伊集院光、菊池風磨（Sexy Zone）、髙橋ひかる、西山茉希、マヂカルラブリー              | 『土曜プレミアム』枠で放送。                                  |
| 18 | 2022年4月9日   | 21:00-23:10  | 朝日奈央、菊池風磨（Sexy Zone）、錦鯉、西畑大吾（なにわ男子）、山口もえ              | 『土曜プレミアム』枠で放送。                                  |
| 19 | 2023年1月4日   | 19:00-21:54  | 朝日奈央、伊集院光、柄本時生、斎藤工、竹野内豊、西野七瀬、ラランド（サーヤ、ニシダ） |                                                               |
| 20 | 2024年9月27日  | 21:00-22:52  | 伊集院光、大西流星（なにわ男子）、長谷川忍（シソンヌ）、矢田亜希子                   |                                                               |